# Салганик, Рудольф Иосифович

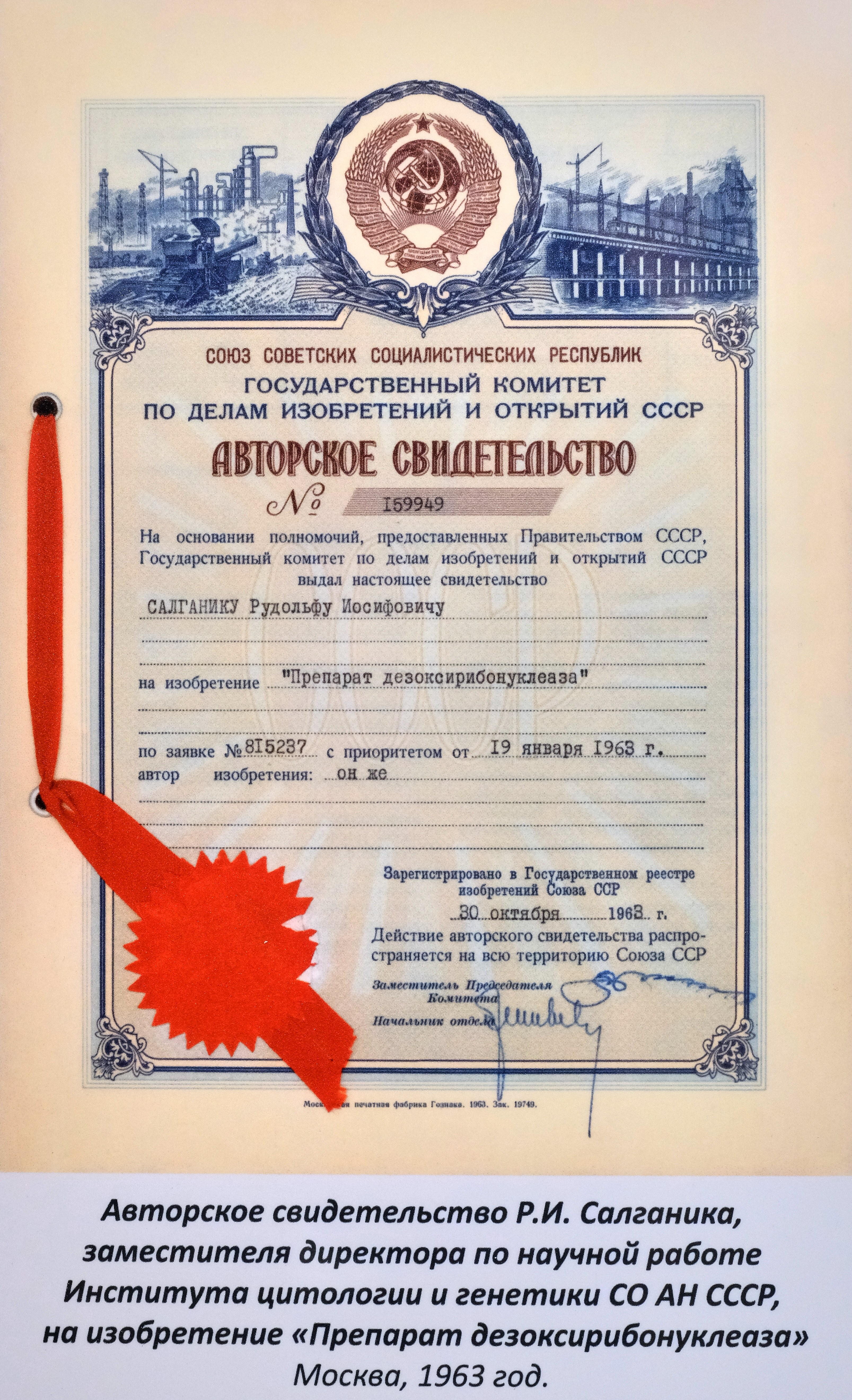
Авторское свидетельство Р. И. Салганика на изобретение «Препарат дезоксирибонуклеаза» (Новосибирский краеведческий музей)

Рудольф Иосифович Салга́ник (12 июня 1923, Киев, Украинская ССР — 10 апреля 2017, Кэри, Северная Каролина, США) — советский, российский и американский биохимик, молекулярный биолог, действительный член Российской академии наук (1992). Лауреат Ленинской премии.

## Биография
Рудольф Иосифович Салганик родился 12 июня 1923 г. в Киеве в еврейской семье служащих: отец — Салганик Иосиф Хаскелевич, мать — Песя Иосифовна. В 1940 г. после окончания школы Р. И. Салганик поступил в 1-й Киевский медицинский институт, в 1942 г. он был мобилизован и переведён на военный факультет 2-м Московского государственного медицинского института им. И. В. Сталина, окончив который он в 1944—1946 гг. воевал в рядах Советской Армии сначала в качестве врача парашютно-десантного батальона, а затем командира санитарной роты гвардейского стрелкового полка на 3-м Украинском фронте. Рудольф Иосифович участвовал в боях за освобождение Венгрии, Австрии и Чехословакии. Сотни людей были им спасены, а один младенец появился на свет только потому, что рядом оказались два военных врача — Рудольф Салганик и Вениамин Вотяков.
Демобилизовался в звании капитана.
Член КПСС с 1952 года.
С 1946 по 1948 г. — ассистент кафедры физиологии Киевского медицинского института, в 1948—1957 гг. — старший научный сотрудник биохимической лаборатории Института питания Минздрава УССР.
В 1955 г. защитил кандидатскую диссертацию по биохимии.
С 1957 г. работал в новосибирском Академгородке в Институте цитологии и генетики Сибирского отделения Академии наук СССР. В 1970 г. организовал и до 1976 г. возглавлял Специальное конструкторско-технологическое бюро (СКТБ) биологически активных веществ как подразделение Бердского химического завода (с 1981 года НИКТИ БАВ; с 2006 года — Филиал ФБУН ГНЦ ВБ «Вектор» Институт медицинской биотехнологии).
В 1961—1994 гг. — заместитель директора Института цитологии и генетики Сибирского отделения АН СССР/РАН.
С 1964 по 1969 г. доцент Новосибирского государственного университета, профессор (1969—1976 гг.) кафедры физической химии НГУ; в 1977—1994 гг. — профессор кафедры молекулярной биологии НГУ. Читал лекционные курсы «Биохимия» и «Физиологическая химия», спецкурсы «Молекулярная биология» и «Функциональная биология (молекулярные основы физиологических процессов)».
С 1994—2000 гг. назначается заведующим Отделом молекулярной генетики и одновременно — заведующим лабораторией молекулярных механизмов мутагенеза в Институте цитологии и генетики Сибирского отделения Академии наук СССР.
С 2000 г. по 4 октября 2006 г. — ведущий научный сотрудник лаборатории молекулярных механизмов мутагенеза
Член-корреспондент АН СССР по Отделению биохимии, биофизики и химии физиологически активных соединений (1981), действительный член Российской акдемии наук по Отделению биологических наук (Сибирское Отделение РАН) (1992).
С 1995 г. работал в Университете Северной Каролины (США).

### Семья
- Женат, двое детей.

## Научная деятельность
- Им были расшифрованы регуляторные нуклеотидные последовательности, расположенные перед генами бактерий и млекопитающих (промоторы), ответственные за связывание с ДНК считывающих ферментов: РНК-полимераз.
- Показал, что нуклеазы способны тормозить синтез вирусных нуклеиновых кислот и размножение вирусов.
- Установил последовательность нуклеотидов промоторов бактерий и млекопитающих. Предложил способ снижения экспрессии гена при помощи синтетических олигонуклеотидов, подобных промоторным участкам.
- Показал, что при репликации бактериальной ДНК образуются протяжённые участки одноцепочечной ДНК.
- Исследовал механизмы гормональной индукции транскрипции генов человека и животных, геномного импринтинга, экспрессии генов митохондрий растений.

В лаборатории ИЦиГ СО РАН под руководством Р. И. Салганика получена линия крыс OXYS, с наследуемой высокоинтенсивной продукцией свободных радикалов в клетках. Крысы данной линии стареют в два раза быстрее, у них выше число повреждений ДНК, белков, клеточных мембран.
Автор около 300 научных публикаций в ведущих российских и зарубежных журналах.
Подготовил 7 докторов и более 50 кандидатов наук.
Соавтор учебника для средней школы «Общая биология 10-11».

## Награды и звания
- орден Отечественной войны I степени (6.4.1985);
- орден Красной Звезды (18.4.1945);
- два ордена Трудового Красного Знамени;
- Государственная премия СССР (1979) — за цикл работ по осуществлению научной программы проекта «Обратная транскриптаза (ревертаза)» (1973—1977), посвящённой ферментативному синтезу структурных генов и их использование для изучения генетического аппарата животных и вирусов;
- Ленинская премия (1990) — за создание основ адресованной модификации генетических структур (совместно с Д. Г. Кнорре, Н. Гринёвой, З. Шабаровой).